# Кула на Света Богородица (Ватопед)
Кулата на Света Богородица или Библиотечната кула (на гръцки: Πύργος Παναγίας Βατοπεδίου, Πύργος Βιβλιοθήκης) е отбранително съоръжение, разположено в манастира Дохиар на полуостров Света гора, Халкидики, Гърция.

## Местоположение
Манастирът е защитен от крепостна стена с ров и осем кули. Открояват се Камбанарията от 1427 година, византийската Кула на Преображение Господне с по-късни поствизантийски допълнения, двете отбранителни кули от двете страни на входа на манастира и историческата кула Кула на Света Богородица на североизточния ъгъл на стените на манастира. Имената на кулите се знаят от „Патрия“ и от медните гравюри на манастира.

## История
Кулата е построена в XVI век върху оригиналната византийска кула. „Патрия“ приписва кулата на влашкия владетел Нягое I Басараб, един от големите ктитори на Света гора.  По-конкретно се смята, че кулата в сегашния си вид е построена в 1512 - 1521 година.
На долното ниво са били разположени две оръдия. През XVII или в началото на XVIII век към нивото на периметърните сводове са добавени параклисът „Рождество Богородица“ и горният последен етаж.
В кулата се е помещавала библиотеката и архивът на Ватопедския манастир. Днес по-голямата част от библиотеката се помещава в две други сгради.

## Описание
Кулата има прилики с Кулата на стените на Зографския манастир и Морфонската кула. В тези кули етажите в горната част излизат от основния обем, а на фасадите са изградени високи стволови арки, които се основават на еркери. В Кулата на Света Богородица високите арки са унищожени при по-късни преустройства.